# Long Mountain
Long Mountain, qui culmine à 280 mètres d'altitude, est un sommet de la chaîne Holyoke, un chaînon situé dans la vallée du Connecticut, au Massachusetts (États-Unis), et faisant partie de Metacomet Ridge. La montagne s'élève abruptement sur près de 200 mètres de haut et se compose de cinq pics distincts orientés d'est en ouest au-delà de 200 mètres d'altitude. Elle est située sur le territoire des villes de Amherst et Granby. Elle est traversée par le Metacomet-Monadnock Trail et le Robert Frost Trail et se prolonge à l'ouest par le mont Norwottock.

## Géologie
Long Mountain, comme la plus grande partie de Metacomet Ridge, est composée de basalte, une roche volcanique. Elle s'est formée à la fin du Trias lors de la séparation de la Laurasia et du Gondwana, puis de l'Amérique du Nord et de l'Eurasie. La lave émise au niveau du rift s'est solidifiée en créant une structure en mille-feuille sur une centaine de mètres d'épaisseur. Les failles et les séismes ont permis le soulèvement de cette structure géologique caractérisée par de longues crêtes et falaises.

## Écosystème
La combinaison des crêtes chaudes et sèches, des ravines froides et humides et des éboulis basaltiques est responsable d'une grande variété de microclimats et d'écosystèmes abritant de nombreuses espèces inhabituelles pour la région.

## Activités
Plusieurs sentiers traversent Long Mountain, notamment une partie des 180 km du Metacomet-Monadnock Trail et des 76 km du Robert Frost Trail qui empruntent le même parcours sur la montagne. Le point de départ le plus proche pour réaliser l'ascension se situe sur la Harris Mountain Road entre Amherst et Granby. Des plateformes d'observation à proximité du sommet offrent des vues spectaculaires sur la région d'Amherst et la Fort River Valley. La plus grande partie de Long Mountain est protégée au sein du Mount Holyoke Range State Park ; des associations locales de conservation de la nature et des propriétaires privés possèdent le restant de la montagne.